# Shinchō kōki

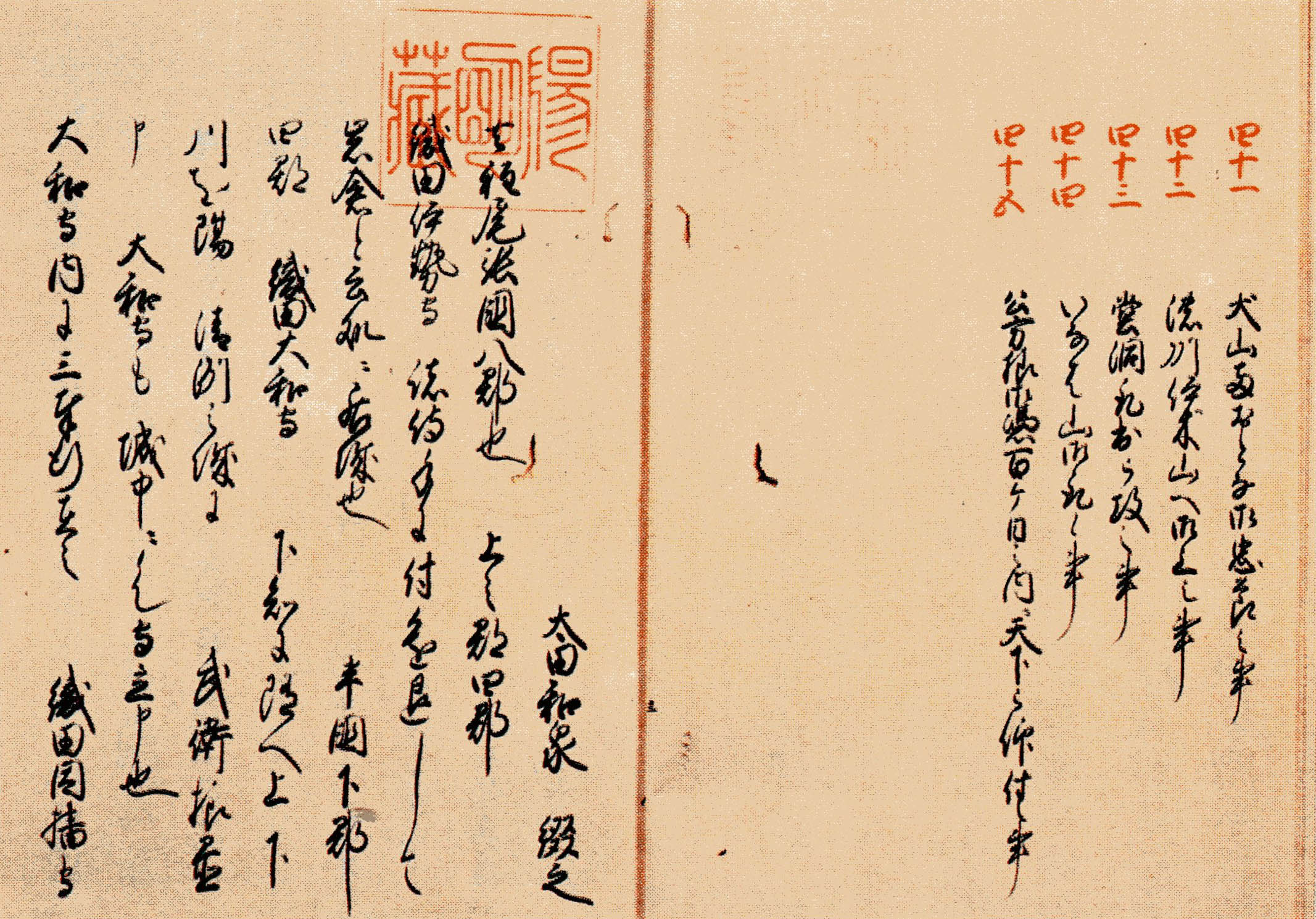
Exemplaire du Shinchō kōki conservé au musée à Kyoto.

Le Shinchō kōki (信長公記) est la chronique d'Oda Nobunaga, compilée à l'époque d'Edo à partir de documents d'Ōta Gyūichi (太田 牛一), guerrier qui accompagne Nobunaga. Le Shinchō kōki couvre la période allant de 1568, lorsque Nobunaga entre à Kyoto, jusqu'à sa mort en 1582. La chronique, qui se compose de 16 volumes, est considérée comme « essentiellement factuelle » et « fiable ». Il existe un certain nombre de manuscrits avec des titres différents, tels qu'Azuchiki (安土記) et Shinchōki (信長記). La chronique est non seulement souvent citée sur les sujets liés à Oda Nobunaga lui-même, mais aussi sur d'autres sujets, tels que l'art du thé.
Comme une indication de la popularité d'Oda Nobunaga, les versions de la chronique réécrites en japonais moderne publiées ces dernières années se sont vendues à près de dix mille exemplaires au total. "Shinchō" est simplement une autre lecture du nom de Nobunaga (信長).